# Ceriagrion glabrum
Ceriagrion glabrum är en trollslända som hör till familjen sommarflicksländor. Den förekommer i Afrika, från söder om Sahelbältet till Sydafrika. Den saknas bara i Kalahariöknen och de torraste regionerna däromkring, inkluderat Namibias öknar och torraste stäpper. Den finns även på Seychellerna och Madagaskar.
Hanarna av denna art är färgade i orange och grönaktigt, medan honorna är brunaktiga. Arten är som andra trollsländor en predator som tar andra, mindre insekter. Nymferna lever som hos andra trollsländor i vatten och de fullbildade trollsländorna hittas kring floder, våtmarker och sjöar.
Den är en av de mest utbredda av de afrikanska tropiska arterna av flicksländor och jungfrusländor och listas inte som hotad av IUCN.